# Saint-Lanne
Saint-Lanne település Franciaországban, Hautes-Pyrénées megyében. Lakosainak száma 121 fő (2022. január 1.). Saint-Lanne Maumusson-Laguian, Goux, Viella, Arrosès, Aydie, Castelnau-Rivière-Basse, Madiran és Riscle községekkel határos.

## Népesség
A település népessége az elmúlt években az alábbi módon változott:
| Lakosok száma | 124  | 135  | 138  | 141  | 134  | 128  | 122  | 122  | 121  |
|               | 2013 | 2015 | 2016 | 2017 | 2018 | 2019 | 2020 | 2021 | 2022 |